# Tony Trujillo
Tony Trujillo (Santa Rosa, Kalifornia, 1982. augusztus 23. –) amerikai professzionális gördeszkás és gitáros. 2002-ben elnyerte a Thrasher magazin "Év gördeszkása" címet.

## Kezdetek
Trujillo Santa Rosa-ban született, Kaliforniában, és egy farmon nőtt fel. Hét éves korában kezdett gördeszkázni. 12 éves korára már a helyi amatőr versenyeken is részt vett.

## Professzionális karrierje
A Vans Trujillo nevével fémjelezett egy cipőszériát, amihez reklámokat is forgattak a sportolóval.

### Támogatók
2018-ban Trujillót szponzorálják az AntiHero, Spitfire, Independent, Vans, Fourstar és Jessup cégek.

## Díjak
2002. december 7-én bejelentette a Thrasher magazin, hogy a 13. "Év Gördeszkása" díjat Tony Trujillo kapja meg.

## Magánélete
Trujillo jelenleg házasságban él Ashley "Trixie" Trujillóval, valamint családjuk része még két fiuk, Waylon és Reno.